# Manoel Ferreira da Silva
Manoel Ferreira da Silva (Jaboatão dos Guararapes, 11 de março de 1939) é um político brasileiro, atualmente deputado estadual em Pernambuco pelo PSC.

## Biografia
Em 2018 foi eleito deputado estadual no estado do Pernambuco, obtendo 51.885 votos. Filho Victor Manoel Ferreira da Silva.